# Persone di nome Virgilio
| Questa pagina contiene informazioni ricavate automaticamente dalle voci biografiche con l'ausilio del template Bio e di un bot. L'aggiornamento è periodico e automatico e ricostruisce completamente la pagina. Se manca una persona in questa lista, sei pregato di non aggiungerla, ma accertati piuttosto che la sua voce biografica contenga il template Bio e che i dati anagrafici siano correttamente compilati. Se il template Bio manca, inseriscilo tu stesso o, in alternativa, metti l'avviso {{tmp\|Bio}} che ne segnala la mancanza. Se i dati riportati sono sbagliati, correggi direttamente la voce biografica; le modifiche saranno visibili in questa lista entro pochi giorni. Per chiarimenti vedi il progetto antroponimi. La lista contiene solo le 94 persone che sono citate nell'enciclopedia e per le quali è stato implementato correttamente il template Bio. Pagina aggiornata al 6 giu 2025. |

Questa è una lista di persone presenti nell'enciclopedia che hanno il nome Virgilio, suddivise per attività principale.

## Abati(1)
- Virgilio di Salisburgo, abate, vescovo e santo irlandese (Irlanda - Salisburgo, † 784)

## Allenatori di calcio(1)
- Virgilio Vasconi, allenatore di calcio italiano (Brescia, n. 1887 - Brescia, † 1963)

## Allenatori di pallacanestro(1)
- Virgilio Dalupan, allenatore di pallacanestro filippino (Malabon, n. 1923 - Quezon City, † 2016)

## Ammiragli(1)
- Virgilio Spigai, ammiraglio italiano (La Spezia, n. 1907 - Roma, † 1976)

## Anarchici(1)
- Virgilio Gozzoli, anarchico italiano (Pistoia, n. 1886 - Pistoia, † 1964)

## Arcivescovi(1)
- Virgilio di Arles, arcivescovo, abate e santo franco (Arles, † 610)

## Attori(1)
- Virgilio Riento, attore italiano (Roma, n. 1889 - Roma, † 1959)

## Attori teatrali(2)
- Virgilio Talli, attore teatrale e regista teatrale italiano (Firenze, n. 1857 - Milano, † 1928)
- Virgilio Zernitz, attore teatrale italiano (Venezia, n. 1937 - Venezia, † 2016)

## Avvocati(2)
- Virgilio Gaito, avvocato italiano (Napoli, n. 1930)
- Virgilio Nasi, avvocato e politico italiano (Trapani, n. 1880 - Trapani, † 1964)

## Baritoni(1)
- Virgilio Carbonari, baritono e pittore italiano (Seriate, n. 1925 - Seriate, † 1988)

## Calciatori(5)
- Virgilio Ferreira, ex calciatore paraguaiano (Atyrá, n. 1973)
- Virgilio Fossati, calciatore e allenatore di calcio italiano (Milano, n. 1891 - Monfalcone, † 1916)
- Virgilio Felice Levratto, calciatore e allenatore di calcio italiano (Carcare, n. 1904 - Genova, † 1968)
- Virgilio Maroso, calciatore italiano (Crosara di Marostica, n. 1925 - Superga, † 1949)
- Virgilio Nicoli, calciatore italiano (Pola, n. 1920)

## Cardinali(2)
- Virgilio Noè, cardinale e arcivescovo cattolico italiano (Zelata, n. 1922 - Roma, † 2011)
- Virgilio Rosario, cardinale e vescovo cattolico italiano (Spoleto, n. 1499 - Roma, † 1559)

## Ceramisti(1)
- Virgilio Calamelli, ceramista italiano (Faenza - Faenza, † 1570)

## Cestisti(1)
- Virgilio Drago, cestista peruviano (Lima, n. 1925 - † 1997)

## Ciclisti su strada(1)
- Virgilio Zuffi, ciclista su strada italiano (Stienta, n. 1908 - Grosseto, † 1998)

## Compositori(7)
- Virgilio Braconi, compositore e produttore discografico italiano (Corridonia, n. 1932)
- Virgilio Lizzi, compositore italiano (Terracina, n. 1883 - Messina, † 1978)
- Virgilio Mazzocchi, compositore italiano (Civita Castellana, n. 1597 - Civita Castellana, † 1646)
- Virgilio Mortari, compositore e direttore artistico italiano (Rho, n. 1902 - Roma, † 1993)
- Virgilio Panzuti, compositore e produttore discografico italiano (Pietra Ligure, n. 1919 - † 1994)
- Virgilio Ranzato, compositore italiano (Venezia, n. 1882 - Como, † 1937)
- Virgilio Ripa, compositore italiano (Terracina, n. 1910 - Milano, † 1981)

## Coreografi(1)
- Virgilio Sieni, coreografo e ballerino italiano (Firenze, n. 1958)

## Designer(1)
- Virgilio Forchiassin, designer e artista italiano (Trieste, n. 1945 - Udine, † 2021)

## Dirigenti sportivi(1)
- Virgilio Marzot, dirigente sportivo italiano (Vicenza, n. 1925 - Vicenza, † 2003)

## Drammaturghi(1)
- Virgilio Verucci, drammaturgo italiano (Norcia, n. 1586 - † 1650)

## Filologi(1)
- Virgilio Paladini, filologo classico italiano (Mantova, n. 1912 - Roma, † 1971)

## Filosofi(1)
- Virgilio Melchiorre, filosofo italiano (Chieti, n. 1931)

## Fisici(1)
- Virgilio Polara, fisico italiano (Modica, n. 1887 - Messina, † 1974)

## Fisiologi(1)
- Virgilio Ducceschi, fisiologo, biochimico e scienziato italiano (Scansano, n. 1871 - Padova, † 1952)

## Fotografi(1)
- Virgilio Lai, fotografo italiano (Ulassai, n. 1926 - Cagliari, † 2009)

## Francescani(1)
- Virgilio Corbo, francescano e archeologo italiano (Avigliano, n. 1918 - Cafarnao, † 1991)

## Fumettisti(1)
- Virgilio Muzzi, fumettista italiano (Codogno, n. 1923 - Codogno, † 2010)

## Generali(1)
- Virgilio Sala, generale e aviatore italiano (Milano, n. 1891)

## Giornalisti(3)
- Virgilio Crocco, giornalista italiano (Latina, n. 1940 - La Crosse, † 1973)
- Virgilio Failla, giornalista, partigiano e politico italiano (Modica, n. 1921 - Roma, † 1979)
- Virgilio Lilli, giornalista, scrittore e pittore italiano (Cosenza, n. 1907 - Zurigo, † 1976)

## Giuristi(1)
- Virgilio Andrioli, giurista italiano (Roma, n. 1909 - Roma, † 2005)

## Imprenditori(5)
- Virgilio Alterocca, imprenditore italiano (Terni, n. 1853 - Arrone, † 1910)
- Virgilio Conrero, imprenditore italiano (Torino, n. 1918 - Torino, † 1990)
- Virgilio Degiovanni, imprenditore italiano (Milano, n. 1965)
- Virgilio Pallini, imprenditore italiano (Roma, n. 1934)
- Virgilio Savini, imprenditore italiano (Cuvio, n. 1852 - Milano, † 1925)

## Incisori(1)
- Virgilio Tramontin, incisore e pittore italiano (San Vito al Tagliamento, n. 1908 - San Vito al Tagliamento, † 2002)

## Ingegneri(1)
- Virgilio Coltro, ingegnere italiano (Polesella)

## Insegnanti(2)
- Virgilio Chiesa, insegnante e storico svizzero (Sessa, n. 1888 - Lugano, † 1971)
- Virgilio Gilardoni, docente e storico svizzero (Mendrisio, n. 1916 - Locarno, † 1989)

## Lunghisti(1)
- Virgilio Tommasi, lunghista italiano (Verona, n. 1905 - Roma, † 1998)

## Matematici(2)
- Virgilio Cavina, matematico italiano (Faenza, n. 1731 - Palermo, † 1808)
- Virgilio Trettenero, matematico e astronomo italiano (Recoaro Terme, n. 1822 - Padova, † 1863)

## Medici(1)
- Virgilio Ferrari, medico e politico italiano (Pordenone, n. 1888 - Milano, † 1975)

## Militari(1)
- Virgilio Pongiluppi, militare e aviatore italiano (San Possidonio, n. 1911 - Oristano, † 1943)

## Musicisti(2)
- Virgilio Bellone, musicista e religioso italiano (Costigliole d'Asti, n. 1907 - Torino, † 1981)
- Virgilio Prosperi, musicista e musicologo italiano (Arezzo, n. 1961 - Arezzo, † 1993)

## Nobili(1)
- Virgilio di Graben, nobile e diplomatico austriaco († 1507)

## Patrioti(1)
- Virgilio Estival, patriota e scrittore francese (Parigi, n. 1835 - Parigi, † 1870)

## Pittori(7)
- Virgilio Carmignani, pittore italiano (Empoli, n. 1909 - Empoli, † 1992)
- Virgilio Guidi, pittore, poeta e saggista italiano (Roma, n. 1891 - Venezia, † 1984)
- Virgilio Guzzi, pittore italiano (Molfetta, n. 1902 - Roma, † 1978)
- Virgilio Marchi, pittore, scenografo e architetto italiano (Livorno, n. 1895 - Roma, † 1960)
- Virgilio Nucci, pittore italiano (Gubbio, n. 1545 - † 1621)
- Virgilio Ripari, pittore italiano (Bozzolo, n. 1843 - Milano, † 1902)
- Virgilio Simonetti, pittore italiano (Roma, n. 1897 - Roma, † 1982)

## Poeti(1)
- Virgilio Giotti, poeta italiano (Trieste, n. 1885 - Trieste, † 1957)

## Politici(3)
- Virgilio Barco Vargas, politico colombiano (Cúcuta, n. 1921 - Bogotà, † 1997)
- Virgilio Condarcuri, politico e partigiano italiano (Siderno, n. 1925 - Siderno, † 2009)
- Virgilio Verdaro, politico svizzero (Balerna, n. 1885 - Pontassieve, † 1960)

## Presbiteri(1)
- Virgilio Angioni, presbitero italiano (Quartu Sant'Elena, n. 1878 - Cagliari, † 1947)

## Psicologi(1)
- Virgilio Lazzeroni, psicologo italiano (Firenze, n. 1915 - Firenze, † 2000)

## Registi(2)
- Virgilio Sabel, regista cinematografico e sceneggiatore italiano (Torino, n. 1920 - Roma, † 1989)
- Virgilio Tosi, regista, divulgatore scientifico e storico del cinema italiano (Milano, n. 1925 - Roma, † 2023)

## Religiosi(1)
- Virgilio Cepari, religioso e gesuita italiano (Panicale, n. 1564 - † 1631)

## Schermidori(1)
- Virgilio Mantegazza, schermidore italiano (Milano, n. 1889 - Milano, † 1928)

## Scrittori(7)
- Virgilio Brocchi, scrittore italiano (Orvinio, n. 1876 - Sant'Ilario, † 1961)
- Virgilio Dagnino, scrittore, giornalista e banchiere italiano (Sestri Ponente, n. 1906 - Milano, † 1997)
- Virgilio Malvezzi, scrittore, militare e politico italiano (Bologna, n. 1595 - Castel Guelfo di Bologna, † 1654)
- Virgilio Nonnis, scrittore italiano (Tortolì, n. 1921 - Tortolì, † 2014)
- Virgilio Piñera, scrittore, poeta e drammaturgo cubano (Cárdenas, n. 1912 - L'Avana, † 1979)
- Virgilio Scapin, scrittore e attore italiano (Vicenza, n. 1932 - Vicenza, † 2006)
- Virgilio Marone Grammatico, scrittore latino

## Scrittori di fantascienza(1)
- Virgilio Martini, scrittore di fantascienza italiano (Fiesole, n. 1903 - Prato, † 1986)

## Scultori(3)
- Virgilio Audagna, scultore italiano (Cannes, n. 1903 - Cannes, † 1994)
- Virgilio Cestari, scultore e architetto italiano (Voghenza, n. 1861)
- Virgilio Milani, scultore italiano (Rovigo, n. 1888 - Rovigo, † 1977)

## Storici(1)
- Virgilio Ilari, storico italiano (Roma, n. 1948)

## Tipografi(1)
- Virgilio Luisetti, tipografo, giornalista e politico italiano (Campiglia Cervo, n. 1889 - Biella, † 1952)

## Vescovi cattolici(1)
- Virgilio Pante, vescovo cattolico e missionario italiano (Lamon, n. 1946)